# 9648 Gotouhideo
9648 Gotouhideo (1995 UB9) là một tiểu hành tinh vành đai chính được phát hiện ngày 30 tháng 10 năm 1995 bởi F. Uto ở Kashihara.